# Crédito Gerundense
Crédito Gerundense va ser una entitat financera activa entre 1881 i 1896. Els seus principals impulsors van ser Pelagi de Camps i de Matas, conegut com a Marquès de Camps, Joan Monsalvatje (president de la Diputació de Girona entre 1888 i 1890), Antoni Mataró (president de la Diputació entre 1878 i 1880 i governador civil de 1890 a 1892) i el banquer Carles Martínez Dalmau. La seu central de l'entitat era a la plaça del Vi de Girona i fins i tot va arribar a obrir una delegació sucursal a Barcelona. El seu màxim capital va arribar als 20 milions de pessetes.
Va participar en la col·locació d'accions de diverses iniciatives empresarials com la Compañía de Ferrocarriles del Norte, Compañía de Tabacos de Filipinas, entre d'altres. També va fer negoci amb obligacions estatals, com els bons del tresor de l'illa de Cuba.